# Papillacarus arboriseta
Papillacarus arboriseta är en kvalsterart som beskrevs av Jeleva och Vu 1987. Papillacarus arboriseta ingår i släktet Papillacarus och familjen Lohmanniidae. Inga underarter finns listade i Catalogue of Life.